# HMS X1
HMS X1 byla diesel-elektrická křižníková ponorka britského královského námořnictva. Jejím hlavním posláním bylo napadání nepřátelských obchodních lodí. Ve službě byla v letech 1925–1933. V době spuštění na vodu to byla největší ponorka na světě. Během služby ponorka trpěla nespolehlivými motory. Potíže s pohonným systémem byly hlavním důvodem jejího vyřazení a sešrotování.

## Stavba
V období po první světové válce několik zemí experimentovalo se stavbou velkých křižníkových ponorek s s dlouhým dosahem a silnou dělostřeleckou výzbrojí, která byla ve 20. letech 20. století jedinou alternativou drahých torpéd (např. britské ponorky třídy M a francouzská Surcouf). Ponorku X1 postavila loděnice Chatham Dockyard v Chathamu. Stavba byla zahájena v listopadu 1921, ponorka byla spuštěna na vodu 16. června 1923 a uvedena do služby v září 1925.

## Konstrukce
Ponorka měla dvoutrupou konstrukci, přičemž tlakový trup byl rozčleněn na 10 vodotěsných sekcí. Byla vyzbrojena čtyřmi 132mm kanóny ve dvoudělových věžích a šesti příďovými 533mm torpédomety se zásobou 12 torpéd. Pohonný systém tvořily dva osmiválcové diesely Admiralty o celkovém výkonu 6000 hp, dva pomocné šestiválcové diesely MAN o celkovém výkonu 2400 hp k nabíjení baterií (pocházely z ukořistěné německé ponorky SM U-126) a čtyři elektromotory, každý o výkonu 600 hp, pohánějící dva lodní šrouby. Nejvyšší rychlost na hladině dosahovala 19,5 uzlu a pod hladinou 8 uzlů. Operační hloubka ponoru až 60 metrů.